# Reprezentacja Czechosłowacji w koszykówce mężczyzn
Reprezentacja Czechosłowacji w koszykówce mężczyzn - drużyna, która reprezentowała Czechosłowację w koszykówce mężczyzn. Zdobył złoty medal Mistrzostw Europy w 1946 roku. Na Mistrzostwach Świata startowała czterokrotnie, a na Igrzyskach Olimpijskich siedmiokrotnie, jednak nie zdobyła na tych zawodach ani jednego medalu.

## Udział w imprezach międzynarodowych
- Igrzyska Olimpijskie
  - 1936 - 11. miejsce
  - 1948 - 7. miejsce
  - 1952 - 10. miejsce
  - 1960 - 5. miejsce
  - 1972 - 8. miejsce
  - 1976 - 6. miejsce
  - 1980 - 9. miejsce

- Mistrzostwa Świata
  - 1970 - 6. miejsce
  - 1974 - 10. miejsce
  - 1978 - 9. miejsce
  - 1982 - 10. miejsce

- Mistrzostwa Europy
  - 1935 - 3. miejsce
  - 1937 - 7. miejsce
  - 1946 - 1. miejsce
  - 1947 - 2. miejsce
  - 1951 - 2. miejsce
  - 1953 - 4. miejsce
  - 1955 - 2. miejsce
  - 1957 - 3. miejsce
  - 1959 - 2. miejsce
  - 1961 - 5. miejsce
  - 1963 - 10. miejsce
  - 1965 - 7. miejsce
  - 1967 - 2. miejsce
  - 1969 - 3. miejsce
  - 1971 - 5. miejsce
  - 1973 - 4. miejsce
  - 1975 - 6. miejsce
  - 1977 - 3. miejsce
  - 1979 - 4. miejsce
  - 1981 - 3. miejsce
  - 1983 - 10. miejsce
  - 1985 - 2. miejsce
  - 1987 - 8. miejsce
  - 1991 - 6. miejsce

## Składy
EuroBasket 1935: 3. miejsce (10 drużyn)
Jiri Ctyroky, Jan Fertek, Josef Franc, Josef Klima, Josef Moc, Frantisek Picek, Vaclav Voves
Igrzyska Olimpijskie 1936: 11. miejsce (21 drużyn)
Jiri Ctyroky, Josef Klima, Frantisek Picek, Josef Moc, Karel Kuhn, Ladislav Prokop, Ladislav Trpkos, Hubert Prokop
EuroBasket 1937: 7. miejsce (8 drużyn)
Jan Kozak, Josef Klima, Ladislav Prokop, Josef Bartonicek, Ludvik Dvoracek, Silverius Labohy, Zdenek Scholler, Storkan (Trener: Frantisek Marek)
EuroBasket 1939:  nie uczestniczyli
EuroBasket 1946: 1. miejsce (10 drużyn)
Ivan Mrázek, Gustav Hermann, Milos Bobocky, Jiri Drvota, Josef Ezr, Jan Hluchy, Josef Krepela, Pavel Nerad, Ladislav Simacek, Frantisek Stibitz, Josef Toms, Ladislav Trpkos, Emil Velensky, Miroslav Vondracek (Trener: Frantisek Hajek)
EuroBasket 1947: 2. miejsce (14 drużyn)
Ivan Mrázek, Jiri Drvota, Gustav Hermann, Milos Bobocky, Jan Kozak, Josef Ezr, Karel Belohradsky, Miroslav Dostal, Milan Frana, Vaclav Krasa, Josef Toms, Ladislav Trpkos, Emil Velensky, Miroslav Vondracek (Trener: Josef Fleischlinger)
Igrzyska Olimpijskie 1948: 7. miejsce (23 drużyny)
Ivan Mrázek, Jan Kozak, Josef Ezr, Jiri Drvota, Karel Belohradsky, Cyril Benacek, Jiri Chlup, Jozef Kalina, Vaclav Krasa, Zoltan Krenicky, Josef Krepela, Jiri Siegel, Josef Toms, Ladislav Trpkos
EuroBasket 1949: nie uczestniczyli
Mistrzostwa Świata 1950: nie uczestniczyli
EuroBasket 1951: 2. miejsce (17 drużyn)
Ivan Mrázek, Miroslav Skerik, Jiri Baumruk, Jaroslav Sip, Zdenek Bobrovsky, Jan Kozak, Zdenek Rylich, Miroslav Baumruk, Zoltan Krenicky, Karel Belohradsky, Jindrich Kinsky, Jiri Matousek, Milos Nebuchla, Arnost Novak, Karel Sobota, Stanislav Vykydal (Trener: Josef Andrle)
Igrzyska Olimpijskie 1952: 10. miejsce (23 drużyn)
Ivan Mrázek, Miroslav Skerik, Jiri Baumruk, Jaroslav Sip, Zdenek Bobrovsky, Jan Kozak, Zdenek Rylich, Miroslav Baumruk, Jiri Matousek, Evzen Horniak, Jaroslav Tetiva, Josef Ezr, Lubomir Kolar, Miroslav Kodl
EuroBasket 1953: 4. miejsce (17 drużyn)
Ivan Mrázek, Jiri Baumruk, Zdenek Bobrovsky, Jan Kozak, Miroslav Skerik, Zdenek Rylich, Radoslav Sip, Jaroslav Tetiva, Jaroslav Sip, Jindrich Kinsky, Evzen Horniak, Rudolf Stancek, Lubomir Kolar (Trener: Lubomir Dobry)
Mistrzostwa Świata 1954: nie uczestniczyli
EuroBasket 1955: 2. miejsce (18 drużyn)
Ivan Mrázek, Jiri Baumruk, Zdenek Bobrovsky, Miroslav Skerik, Jaroslav Sip, Zdenek Rylich, Jaroslav Tetiva, Radoslav Sip, Evzen Horniak, Jan Kozak, Lubomir Kolar, Dusan Lukasik, Jiri Matousek, Milan Merkl (Trener: Josef Fleischlinger)
Igrzyska Olimpijskie 1956: nie uczestniczyli
EuroBasket 1957: 3. miejsce (16 drużyn)
Jiri Baumruk, Miroslav Skerik, Zdenek Bobrovsky, Jaroslav Sip, Zdenek Rylich, Lubomir Kolar, Dusan Lukasik, Jaroslav Chocholac, Milan Merkl, Nikolaj Ordnung, Jaroslav Tetiva, Jiri Tetiva (Trener: Gustav Hermann)
EuroBasket 1959: 2. miejsce (17 drużyn)
Jiri Baumruk, Frantisek Konvicka, Bohumil Tomasek, Jaroslav Krivy, Miroslav Skerik, Jaroslav Sip, Boris Lukasik, Dusan Lukasik, Zdenek Rylich, Jiri Stastny, Jaroslav Tetiva, Bohuslav Rylich (Trener: Gustav Hermann)
Mistrzostwa Świata 1959: nie uczestniczyli
Igrzyska Olimpijskie 1960: 5. miejsce (16 drużyn)
Jiri Baumruk, Frantisek Konvicka, Vladimir Pistelak, Bohumil Tomasek, Zdenek Bobrovsky, Jiri Tetiva, Boris Lukasik, Jiri Stastny, Bohuslav Rylich, Jan Kinsky, Dusan Lukasik, Zdenek Konecny (Trener: Ivan Mrazek)
EuroBasket 1961: 5. miejsce (19 drużyn)
Frantisek Konvicka, Vladimir Pistelak, Jiri Baumruk, Zdenek Bobrovsky, Bohumil Tomasek, Bohuslav Rylich, Jaroslav Tetiva, Frantisek Pokorny, Zdenek Konecny, Jiri Marek, Milos Prazak, Vladimir Lodr (Trener: L.Krnac)
EuroBasket 1963: 10. miejsce (16 drużyn)
Jiri Zidek Sr., Jan Bobrovsky, Frantisek Konvicka, Vladimir Pistelak, Bohumil Tomasek, Jiri Ruzicka, Robert Mifka, Boris Lukasik, Bohuslav Rylich, Zdenek Konecny, Jaroslav Tetiva, Milos Prazak (Trener: Ivan Mrazek)
Mistrzostwa Świata 1963: nie uczestniczyli
Igrzyska Olimpijskie 1964: nie uczestniczyli
EuroBasket 1965: 7. miejsce (16 drużyn)
Jiri Zidek Sr., Frantisek Konvicka, Jan Bobrovsky, Jiri Ruzicka, Vladimir Pistelak, Robert Mifka, Jiri Zednicek, Bohumil Tomasek, Jiri Ammer, Jiri Stastny, Karel Baroch, Zdenek Hummel (Trener: Vladimir Heger)
EuroBasket 1967: 2. miejsce (16 drużyn)
Jiri Zidek Sr., Vladimir Pistelak, Frantisek Konvicka, Jan Bobrovsky, Jiri Zednicek, Jiri Ruzicka, Bohumil Tomasek, Jiri Ammer, Robert Mifka, Karel Baroch, Jiri Marek, Celestyn Mrazek (Trener: Vladimir Heger)
Mistrzostwa Świata 1967: nie uczestniczyli
Igrzyska Olimpijskie 1968: nie uczestniczyli
EuroBasket 1969: 3. miejsce (12 drużyn)
Jiri Zidek Sr., Jan Bobrovsky, Jiri Zednicek, Frantisek Konvicka, Vladimir Pistelak, Jiri Ammer, Robert Mifka, Jiri Ruzicka, Karel Baroch, Jiri Konopasek, Petr Novicky, Jan Blazek (Trener: Nikolaj Ordnung)
Mistrzostwa Świata 1970: 6. miejsce (13 drużyn)
Jiri Zidek Sr., Jan Bobrovsky, Robert Mifka, Jiri Ammer, Jiri Zednicek, Jiri Ruzicka, Petr Novicky, Jaroslav Kovar, Jiri Konopasek, Jiri Pospisil, Milan Voracka, Zdenek Dousa (Trener: Nikolaj Ordnung)
EuroBasket 1971: 5. miejsce (12 drużyn)
Kamil Brabenec, Jiri Zidek Sr., Zdenek Kos, Jan Bobrovsky, Jiri Zednicek, Robert Mifka, Jiri Ruzicka, Karel Baroch, Petr Novicky, Jiri Konopasek, Jiri Pospisil, Bronislav Sako (Trener: Nikolaj Ordnung)
Igrzyska Olimpijskie 1972: 8. miejsce (16 drużyn)
Kamil Brabenec, Zdenek Kos, Jiri Zidek Sr., Jiri Zednicek, Jan Bobrovsky, Jiri Ruzicka, Petr Novicky, Jiri Konopasek, Zdenek Dousa, Jiri Pospisil, Jan Blazek, Jiri Balastik (Trener: Vladimir Heger)
EuroBasket 1973: 4. miejsce (12 drużyn)
Kamil Brabenec, Jiri Zednicek, Jan Bobrovsky, Zdenek Kos, Jiri Zidek Sr., Petr Novicky, Josef Klima, Jiri Pospisil, Jan Blazek, Vojtech Petr, Jiri Balastik, Gustav Hraska (Trener: Vladimir Heger)
Mistrzostwa Świata 1974: 10. miejsce (14 drużyn)
Kamil Brabenec, Jan Bobrovsky, Jiri Zednicek, Zdenek Kos, Jiri Zidek Sr., Zdenek Dousa, Vojtech Petr, Jaroslav Skala, Jaroslav Beranek, Pavel Pekarek, Zdenek Hummel, Gustav Hraska (Trener: Vladimir Heger)
EuroBasket 1975: 6. miejsce (12 drużyn)
Stanislav Kropilak, Kamil Brabenec, Zdenek Kos, Jiri Pospisil, Jaroslav Skala, Zdenek Dousa, Gustav Hraska, Vlastimil Klimes, Jaroslav Beranek, Jaroslav Kanturek, Josef Necas, Jiri Stauch (Trener: Vladimir Heger)
Igrzyska Olimpijskie 1976: 6. miejsce (12 drużyn)
Stanislav Kropilak, Kamil Brabenec, Zdenek Kos, Jiri Konopasek, Jiri Pospisil, Vojtech Petr, Zdenek Dousa, Gustav Hraska, Jaroslav Kanturek, Vladimir Ptacek, Justin Sedlak, Vladimir Padrta (Trener: Vladimir Heger)
EuroBasket 1977: 3. miejsce (12 drużyn)
Kamil Brabenec, Stanislav Kropilak, Zdenek Kos, Jiri Pospisil, Vlastimil Klimes, Zdenek Dousa, Gustav Hraska, Josef Necas, Vojtech Petr, Jiri Konopasek, Vladimir Ptacek, Pavol Bojanovsky (Trener: Pavel Petera)
Mistrzostwa Świata 1978: 9. miejsce (14 drużyn)
Stanislav Kropilak, Kamil Brabenec, Zdenek Kos, Jiri Pospisil,  Zdenek Dousa, Vojtech Petr, Gustav Hraska, Vlastimil Klimes, Vladimir Ptacek, Vlastimil Havlik, Pavol Bojanovsky, Marian Kotleba (Trener: Pavel Petera)
EuroBasket 1979: 4. miejsce (12 drużyn)
Kamil Brabenec, Zdenek Kos, Stanislav Kropilak, Vojtech Petr, Jiri Pospisil, Vlastimil Klimes, Gustav Hraska, Zdenek Dousa, Jaroslav Skala, Vlastimil Havlik, Zdenek Bohm, Peter Rajniak (Trener: Pavel Petera)
Igrzyska Olimpijskie 1980: 9. miejsce (12 drużyn)
Kamil Brabenec, Stanislav Kropilak, Jaroslav Skala, Zdenek Kos, Jiri Pospisil, Gustav Hraska, Vlastimil Havlik, Pavol Bojanovsky, Vlastimil Klimes, Zdenek Dousa, Dusan Zacek, Peter Rajniak (Trener: Pavel Petera)
EuroBasket 1981: 3. miejsce (12 drużyn)
Zdenek Kos, Kamil Brabenec, Stanislav Kropilak, Jaroslav Skala, Vojtech Petr, Gustav Hraska, Vlastimil Klimes, Zdenek Bohm, Vlastimil Havlik, Peter Rajniak, Juraj Zuffa, Justin Sedlak (Trener: Pavel Petera)
Mistrzostwa Świata 1982: 10. miejsce (13 drużyn)
Stanislav Kropilak, Zdenek Kos, Vojtech Petr, Gustav Hraska, Jaroslav Skala, Vlastimil Havlik, Zdenek Bohm, Vlastimil Klimes, Juraj Zuffa, Peter Rajniak,Vladimir Ptacek, Dusan Zacek (Trener: Pavel Petera)
EuroBasket 1983: 10. miejsce (12 drużyn)
Stanislav Kropilak, Jiri Okac, Jaroslav Skala, Vojtech Petr, Gustav Hraska, Zdenek Bohm, Vlastimil Havlik, Juraj Zuffa, Vladimir Ptacek, Peter Rajniak, Blazej Masura, Jiri Jandak (Trener: Pavel Petera)
Igrzyska Olimpijskie 1984: nie uczestniczyli
EuroBasket 1985: 2. miejsce (12 drużyn)
Kamil Brabenec, Stanislav Kropilak, Jiri Okac, Zdenek Bohm, Vlastimil Havlik, Jaroslav Skala, Juraj Zuffa, Otto Maticky, Peter Rajniak, Igor Vraniak, Vladimir Vyoral, Leos Krejci (Trener: Pavel Petera)
Mistrzostwa Świata 1986: nie uczestniczyli
EuroBasket 1987: 8. miejsce (12 drużyn)
Kamil Brabenec, Stanislav Kropilak, Jiri Okac, Otto Maticky, Vlastimil Havlik, Jaroslav Skala, Juraj Zuffa, Peter Rajniak, Josef Jelinek, Josef Michalko, Leos Krejci, Stefan Svitek (Trener: Pavel Petera)
Igrzyska Olimpijskie 1988: nie uczestniczyli
EuroBasket 1989: nie uczestniczyli
Mistrzostwa Świata 1990: nie uczestniczyli
EuroBasket 1991: 6. miejsce (8 drużyn)
Jiri Okac, Richard Petruska, Vaclav Hruby, Josef Michalko, Leos Krejci, Julius Michalik, Pavel Becka, Jan Svoboda, Vladimir Vyoral, Stefan Svitek, Michal Jezdik, Stanislav Kamenik (Trener: Jan Bobrovsky)